# Ni del Centaure
Ni del Centaure (ν Centauri) és una estrella a la constel·lació de Centaure de magnitud aparent +3,39. No té nom propi habitual, encara que en l'astronomia xinesa era coneguda, al costat de μ Centauri i φ Centauri, com Wei, «la balança». És membre de l'Associació estel·lar Centaurus Superior-Lupus i s'hi troba a 437 anys llum de distància del sistema solar.
Ni del Centaure és una estrella blanc-blavenca de tipus espectral B2; encara que catalogada com subgegant, les seves característiques físiques corresponen a les d'un estel de 9,4 milions d'anys encara a la seqüència principal. La seva temperatura efectiva és de 22.950 K i la seva lluminositat, inclosa la radiació ultraviolada emesa, és 4.970 vegades més gran que la del Sol. Amb un radi 4,5 vegades més gran que el radi solar, gira sobre si mateixa amb una velocitat de rotació projectada de 78 km/s, implicant un període de rotació inferior a 3 dies. És un estel lleugerament variable del tipus Beta Cephei -semblant per exemple a ε Centauri - amb un període de variació de 0,17 dies i figura també catalogada com variable el·lipsoidal rotatori. Així mateix, és una estrella Be feble que pot estar envoltada per un disc circumestel·lar. La seva massa és 9 vegades més gran que la de el Sol.
Ni del Centaure és una binària espectroscòpica, estant la seva companya tan propera que la seva presència només s'ha detectat per espectroscòpia. El període orbital de el sistema és de 2,625 dies. Res se sap sobre Ni Centauri B; si fos una estrella de baixa massa, la separació entre les dues seria de 0,08 ua.